# Merlakia Jones
Merlakia Kenyatta Jones (ur. 21 czerwca 1974 w Montgomery) – amerykańska koszykarka występująca na pozycji rzucającej.

## Osiągnięcia
NCAA
- Uczestniczka rozgrywek:
  - II rundy turnieju NCAA (1993, 1995)
  - turnieju NCAA (1993–1995)

- Zaliczona do:
  - I składu SEC (1993–1995)
  - składu honorable mention All-American (1993–1995)

WNBA
- Zaliczona do I składu WNBA (2001)
- Uczestniczka meczu gwiazd WNBA (1999–2001)

Reprezentacja
- Wicemistrzyni uniwersjady (1995)[1]